# 平澤繁太郎

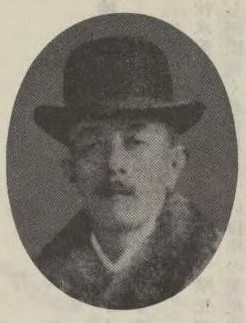
平澤繁太郎

平澤 繁太郎（ひらさわ しげたろう、慶応4年3月7日（1868年3月30日） - 大正15年（1926年）11月15日）は、日本の薬学者、発明家。イヒチオールを発明した。

## 経歴
信濃国伊那郡（長野県上伊那郡）出身。名古屋や豊橋などの商店に奉公した後上京し、同郷出身の橋爪医師の書生となり、勉学に励み薬剤師の試験に合格した。その後、東京薬学校、大学専科などに学び、岡山衛生試験場技師となり、岡山医学校教師を兼ねた。その後、東京高等工業学校の助教授となり、明治39年（1906年）に辞職した。
東京高等工業学校在職中に廃棄硫酸の利用研究中にイヒチオールを発見した。
大正15年（1926年）11月に根津にあった自邸にて病死した。

## 特許
- 特許第16997号 イヒチオール